# علاء الجابر
علاء الجابر نویسنده و فیلم‌نامه‌نویس اهل کویت است.
 او به دلیل علاقه خود به ادبیات کودکان در زمینه‌های دانشگاهی و فرهنگی شناخته می‌شود.
او هم‌چنین در روزنامه‌های عربی مانند الوطن مقالات بسیاری چاپ کرده‌است.